# Велика Рудка
Вели́ка Ру́дка — село в Україні, у Диканській селищній громаді Полтавського району Полтавської області. Населення становить 583 осіб. До 2020 орган місцевого самоврядування — Великорудківська сільська рада.

## Географія
Село Велика Рудка знаходиться на відстані до 1 км від сіл Степанівка, Мала Рудка, Веселівка (бувший хутір Павліївка), Судіївка. По селу протікає пересихаючий струмок з загатою.

## Історія
- 1782 - дата заснування.
- 12 червня 2020 року, відповідно до розпорядження Кабінету Міністрів України № 721-р «Про визначення адміністративних центрів та затвердження територій територіальних громад Полтавської області», село увійшло до складу Диканської селищної громади[1].
- 19 липня 2020 року, в результаті адміністративно - територіальної реформи та ліквідації Диканського району, село увійшло до складу новоутвореного Полтавського району[2].

## Економіка
- НВ ТОВ «Тера-Агро».
- ТОВ «Обрій».

## Об'єкти соціальної сфери
- Школа.

## Односельці
Історичні особи
- Павлій Григорій Гаврилович, (1889, хутір Павліївка, c. Велика Рудка) — репресований радянською владою. Українець, хлібороб, із селян, освіта - початкова у сільській школі. Розкулачений, у жовтні 1929 за невиконання заготівлі хлібу за ст.58 висланий на 5 років в Кременчук. Проживав у с. Бондарі Кременчуцького р-ну Полтавської обл. Робітник цегляного заводу, гор.гілки, машинобудівного заводу. Заарештований 9 квітня 1931. Засуджений Особливою нарадою при Колегії ДПУ УСРР 30 серпня 1931 за ст. 54-10 КК УСРР до 3 років заслання у Північний край. Реабілітований Полтавською обласною прокуратурою 29 квітня 1990 р.
- Павлій Федір Гаврилович, (1886, хутір Павліївка, c. Велика Рудка) — репресований радянською владою. Українець, із селян, малописьменний. Проживав у с. Велика Рудка. Селянин-одноосібник. Вперше заарештований 12 жовтня 1929. Засуджений Особливою нарадою при Колегії ДПУ УСРР 24 січня 1930 за ст. 54-10 ч. 1 КК УСРР до 3 років заслання у Північний край. Після відбуття покарання проживав у м. Полтава. Коваль. Вдруге заарештований 22 серпня 1937 р. Засуджений Особливою трійкою при УНКВС Харківської обл. 19 вересня 1937 за ст. 54-10 ч. 1 КК УРСР до 10 років позбавлення волі. Реабілітований Полтавською обласною прокуратурою 12 та 21 лютого 1990[3]

Сучасники
- Оніпко Олексій Федорович (1943, Велика Рудка) — український вчений-фізик і громадський діяч, доктор технічних наук, лауреат Державної премії України в галузі науки і техніки. Президент ВГО «Українська академія наук».